# 孔尚任
孔 尚任（こう しょうじん、拼音：Kǒng Shàng-rèn、順治5年9月17日（1648年11月1日） - 康熙57年1月15日（1718年2月16日））は、中国清初の戯曲作家・詩人。字は聘之または季重。号は東塘・岸堂・雲亭山人。孔子の64世の孫。戯曲「桃花扇」は清代伝奇の代表作である。

## 略歴
山東省兗州府曲阜県に生まれた。1684年、康熙帝の曲阜行幸の際に召出されて国子監博士に任ぜられた。1686年から3年間、淮安・揚州で河川工事に関わった後、北京に戻る。揚州では冒襄・鄧孝威・杜宇皇・石濤ら明の遺民と交遊した。北京に戻ってからは戸部主事を経て戸部広東司員外郎に昇進した。1699年に代表作「桃花扇」を書き上げ、1700年に官職を辞し故郷に帰った。7年後に「桃花扇」を出版。1718年に曲阜の自宅で死去した。
董其昌・黄公望・陳継儒・王思任・楊龍友・倪瓚・王時敏・夏雲鼎とあわせて「金陵九子」と呼ばれた。

## 著作
代表作の戯曲「桃花扇」の他、「出山異数記」一巻、詩文集「湖海集」十三巻などがある。